# Три дня на убийство
«Три дня на убийство» (англ. 3 Days to Kill) — драматический боевик режиссёра Макджи по сценарию Люка Бессона и Ади Хасака. Главные роли исполнили Кевин Костнер, Хейли Стейнфилд и Конни Нильсен. Премьера фильма состоялась в Лос-Анджелесе 12 февраля 2014 года. Широкий прокат в США стартовал 21 февраля 2014, в России — 10 апреля 2014 года.

## Сюжет
Белград, Сербия. Специальный агент ЦРУ Итан Реннер вместе с группой оперативников выслеживает в отеле помощника опасного террориста по кличке Волк — Альбиноса. Итан идёт к телефонной будке, чтобы поздравить свою дочь с днём рождения, Альбинос убивает в отеле оперативника, после чего обстреливает группу Реннера, но герою удаётся выжить. Он догоняет Альбиноса, убивает его приспешников и берёт преступника на мушку. Однако у Итана внезапно начинаются галлюцинации, и он случайно ранит Альбиноса в ногу. К месту прибывает полиция, но Альбиносу удаётся уйти, а Реннер теряет сознание. В больнице ему рассказывают, что у Итана рак мозга, который перекинулся на лёгкие, теперь герою осталось жить 3-5 месяцев.
Итан решает провести остаток дней со своей женой Кристиной и дочерью Зои, которую не видел несколько лет. Герой летит в Париж, где обнаруживает в своей квартире африканцев-эмигрантов, которые поселились там. Итан едет в полицейское управление и жалуется на африканцев, однако ему рассказывают, что пока не кончится зима, Итан не имеет права выгонять их из дома, так как во Франции есть закон, защищающий права бездомных. Реннеру приходится смириться с произошедшим, но он устанавливает свои правила, угрожая пистолетом.
Далее герой встречается со своей женой Кристиной. Он просит её разрешить встретиться с дочерью, и Кристина соглашается. Они едут в школу, где учится Зои, однако дочь отказывается проводить время с отцом. Итан обещает, что вернётся к ужину, и идёт на рынок. На рынке он встречает девушку по имени Виви Дилэй, которая провозит его на автомобиле по Парижу и рассказывает всю суть произошедшего. Виви является агентом ЦРУ, которой поручили найти и ликвидировать Волка в Белграде. Дело в том, что никто не видел Волка в лицо, а Итан, который выполнял операции по его поимке, возможно, уже встречался с ним. Реннер отказывается, так как поклялся жене не убивать, однако Виви обещает ему взамен экспериментальное лекарство, которое продлит Итану жизнь. Реннер соглашается.
Вместе с Виви они едут к подручным Волка, среди которых его бухгалтер. Итан перебивает охрану и прорывается к подручным, однако среди них не оказывается бухгалтера. Реннер пытается узнать у одного из них информацию, однако его убивает Виви. В лифте она вкалывает Итану дозу экспериментального лекарства. Реннер приезжает к Зои и узнаёт, что опоздал на 3 часа и не приготовил ужин. Кристина рассказывает ему, что утром собирается уехать по работе в Лондон, а Зои не с кем оставить. Итану удаётся её уговорить разрешить оставить Зои на своё попечение. Ночью у героя случается приступ, у него начинаются галлюцинации. Итан звонит Виви, и та советует ему выпить водки, чтоб заглушить приступ. Это помогает.
На утро он провожает Зои в школу и снова встречается с Виви. Она даёт Итану новое задание — допросить главу фирмы проката лимузинов, которая часто снабжала Волка. Реннер прибывает на место, находит директора фирмы — Митата. Он похищает его и отвозит в свою квартиру, где пытает Митата скотчем. В этот момент Итану звонит директор школы, в которой учится Зои, Итан кладёт Митата в багажник и едет в школу. Реннер забирает Зои и предлагает поехать с ней, но та отказывается и едет с друзьями. Реннер отпускает Митата и едет домой.
На следующий день Итан предлагает Зои поехать на карусель, где она любила играть в детстве, но та снова отказывается. Он снова забирает Митата и отвозит на пустырь. Там Итан советуется с ним, как ему вести с дочерью (у Митата есть две дочки), после чего пытает того током. По наводке Митата Реннер едет в отель, где должен находится бухгалтер, однако узнаёт, что тот уехал. После этого Итану звонит Зои, которая согласна пойти с Итаном на карусель. Они встречаются в парке аттракционов, катаются на карусели, пьют какао. Зои говорит Итану, что собирается пойти к своей подруге Карине сделать домашнее задание. После ухода Зои, на Итана нападают киллеры в закусочной, а один из них стреляет в него (Итана спасает бронежилет). Однако экс-агент расправляется с убийцами, и получает сообщение от Кристины (Итан позвонил и рассказал ей о проведённом дне), которая говорит, что ничего не знает о Карине. Герой понимает, что Зои его обманула, и едет искать её.
Зацепки приводят Итана в не то подпольный клуб или тату-студию, однако там он не находит дочь. На выходе Итан видит машину, в салоне которой лежит рюкзак Зои. Реннер разбивает стекло и достаёт её вещи. На них он находит билет с надписью «SPIDER». Итан едет в дом к Митату, и спрашивает у его дочерей про карточку. От них он узнаёт, что «SPIDER» — подпольный клуб для подростков. Итан едет в клуб, где находит Зои в туалете с группой парней, которые пристали к ней. Реннер побеждает их в драке и уводит Зои из клуба.
Утром Итан ссорится с дочерью. Реннер снова идёт на встречу с Виви. Она рассказывает ему, что пришли результаты анализов Итана — лекарство помогает ему. После Виви даёт ему деловой костюм и рассказывает о цели задания: допросить бухгалтера-итальянца Гвидо, который является подручным Волка. После этого она снова даёт герою инъекцию. Итан едет в школу к Зои. Отец и дочь мирятся, Реннер учит её ездить на велосипеде. После Итан забирает Гвидо и везёт к себе в квартиру, где привязывает скотчем к унитазу и пытает. Вскоре ему снова звонит Зои: она хочет устроить романтически ужин для своего парня Хьюго, и просит Итана сказать ей рецепт соуса для спагетти. Реннер заставляет Гвидо дать ей рецепт, после чего отдаёт мальчику мигрантов часы и просит отпустить Гвидо в назначенное время.
Вечером Реннер едет в дом к Зои. Он спрашивает её про ужин, и Зои признаётся, что Хьюго пригласил её на дискотеку, а она не умеет танцевать. Благодаря своему многолетнему опыту Итан учит дочь танцам, а в этот момент приезжает Кристина. Итан и Зои рассказывают ей о проведённых днях. Реннер проводит ночь с женой.
Утром Итан снова уезжает на задание Виви. Теперь его цель — поймать Альбиноса. Митат везёт на автомобиле Альбиноса, Волка и его приспешников. Ему звонит Итан и предупреждает его не вести двойную игру. Далее Реннер на велосипеде подъезжает к автомобилю и цепляет к взрывчатку к колесу автомобиля сопровождения. Итан надевает противогаз и пускает дымовую бомбу. Митат увозит Альбиноса, Итан преследует их на машине. В ходе погони он сталкивает автомобиль с Альбиносам с моста. Реннер вытаскивает Митата из горящей машины, характеризую свой поступок словами: «Ты отец лучше, чем я», и идёт догонять Волка с Альбиносом. Он настигает их в метро, однако у Итана случается приступ и герой теряет сознание. Альбинос решает подсунуть его голову под едущий поезд, однако Реннер успевает прийти в себя и сбросить Альбиноса прямо под колёса поезда, из-за чего он мгновенно погибает. Итан теряет сознание, а Волк уходит.
Итан просыпается у Виви. Она даёт новый костюм и делает дозу лекарства. Реннер приходит в квартиру, где становится свидетелем родов беременной дочки эмигрантов. Ребёнка называют «Итан», в честь Итана Реннера, который не выгнал африканцев из дома. Глава семейства Джулс говорит ему, что они намерены уйти в другой, более маленький дом, несмотря на все возражения Итана, который полюбил семью.
Реннер возвращается к Кристине и Зои. Они вместе идут на вечеринку к Хью. Там Итан обнаруживает, что компаньоном отца Хью является Волк, однако ничего не предпринимает. Зои вместе с Хью идут в небольшой зал. Итан раскрывает жене, что ради лекарства от его болезни ему пришлось работать на ЦРУ и совершать убийства. Кристина в отчаянии напивается. В этот момент Волк приказывает своим людям убить Реннера. Они открывают огонь, однако Итану и Кристине удаётся уцелеть. Итан убивает людей Волка и отправляется за злодеем. Зои и Хью целуются. Волк заходит в лифт, однако Итан повреждает лифт и тот падает. Уцелевший, но раненый Волк выползает из лифта. Итан собирается его застрелить, но у него случается приступ и герой теряет сознание. Волк ползёт к пистолету. Внезапно появляется Виви, которая отбирает у злодея пистолет и приказывает Итану убить его. Реннер берёт Волка на мушку, но вспоминает обещание, которое дал своей жене и отказывается от убийства. Виви забирает у Реннера пистолет и сама добивает Волка.
Наступает Рождество. Итан снова проводит время с Зои (хотя врач предупреждал Итана, что он не доживёт до Рождества) в загородном доме. Он звонит Кристине и говорит, что отлично провёл время с дочкой. Приезжает и сама Кристина. Семья отправляется в дом, где жена говорит Реннеру о посылке. Итан открывает её и находит там шприц с дозой лекарства, которую ему вводили за выполненное задание. Виви наблюдает за домом с холма и улыбается.

## В ролях
| Актёр              | Роль            |
| ------------------ | --------------- |
| Кевин Костнер      | Итан Реннер     |
| Хейли Стейнфилд    | Зои Реннер      |
| Конни Нильсен      | Кристина Реннер |
| Эмбер Хёрд         | Виви Дилэй      |
| Рихард Заммель     | Волк            |
| Эрик Эбуане        | Джулс           |
| Томас Лемаркус     | Альбинос        |
| Рэймонд Джей Барри | директор ЦРУ    |

## Съёмки
Съёмки фильма проходили в Париже и Белграде, на киностудии Studios de Paris и в Ватто-Сюр-Мери.